# Духовное управление мусульман Кыргызстана
Духовное управление мусульман Кыргызстана (кирг. Кыргызстан Мусулмандарынын Дин Башкармалыгы) — централизованная исламская религиозная организация Кыргызстана. Штаб-квартира расположена в Бишкеке. Духовное управление руководит мусульманами в регионах Кыргызстана через казыяты в городах Бишкек и Ош, а также в Ошской, Иссык-Кульской, Чуйской, Баткенской, Таласской, Нарынской и Джалал-Абадской областях страны. Руководитель Духовного управления носит титул Верховного муфтия мусульман Кыргызстана (кирг. Кыргызстан мусулмандарынын Азирети муфтийи). К 2012 году под контролем Духовного управления находилось 2200 мечетей. Также оно управляет Исламским университетом Кыргызстана.

## История
После распада СССР Духовное управление мусульман Средней Азии и Казахстана разделилось и бывшие союзные республики Центральной Азии создали свои собственные независимые Духовные управления. В октябре 1991 года казыят Духовного управления мусульман Средней Азии и Казахстана по Киргизской ССР был переименован в Духовное управление мусульман Кыргызстана. В 1991 году на I Съезде мусульман Кыргызстана на должность Верховного муфтия был избран Кимсанбай ажы Абдурахманов.

## Муфтии
- 1991—1996: Кимсанбай ажы Абдурахманов[2][3];
- 1996—2000: Абдусаттар Мажитов;
- 2000—2002: Кимсанбай ажы Абдурахманов[4];
- 2002—2010: Мураталы Жуманов;
- 2010—2012: Чубак Жалилов[5];
- 2012—2014: Рахматулла Эгембердиев;
- 2014—2021: Максатбек Токтомушев[6];
- 2021—2024: Замир Ракиев[7].
- 2024—н. в.: Самидин Атабаев (и. о.)[8]

## Количество мечетей
| 2009 | 2010 | 2011 | 2012 |
| ---- | ---- | ---- | ---- |
| 1973 | 2143 | 2181 | 2200 |